# Abram Williams
Abram Pease Williams (ur. 3 lutego 1832 w New Portland, zm. 17 października 1911 w San Francisco) – amerykański polityk, członek Partii Republikańskiej.

## Działalność polityczna
W okresie od 4 sierpnia 1886 do 3 marca 1887 był senatorem Stanów Zjednoczonych z Kalifornii (1. Klasa).